# Loricariinae
A tepsifejűharcsa-féléknek ezt a csoportját gyakran tartják akváriumban (legalábbis külföldön), jellemzően vékony, elkeskenyedő testű halak.

## Jegyeik
Testük a farok felé elkeskenyedik, viszont fejük nagy és páncélos. Szemük a fejükhöz képest kicsi.

## Tartásuk
25 °C alatti hőmérsékletet kedvelik. Főleg éjszaka aktívak, ezért ha társas medencében tartjuk ügyelni kell arra, hogy maradjon neki eleség.

## Szaporításuk
Rejtett helyekre ikráznak; 6-8 NK° keménységű és 6,2-6,5 pH-s víz a legmegfelelőbb a szaporításhoz.

## Fajok
Boszorkányharcsa(Loricaria filamentosa)

Rineloricaria lanceolata

R. hasemani

Sturisoma panamense

S. barbatum